# Kopernikanske system
Det kopernikanske system eller verdensbillede er en heliocentrisk model for Solsystemet og universet fremsat af Nicolaus Kopernikus i 1543. I modellen bevæger planeterne sig i jævne cirkelbevægelser omkring Solen, hvor Jorden er den tredje planet fra Solen, mens der uden for Saturns kredsløb er en kugle af fiksstjerner. Dette stod i kontrast til det gængse geocentriske system, hvor Jorden er i centrum. Kopernikus brød yderligere med normen ved at hævde at fiksstjernerne, siden de ikke målbart bevægede sig i forhold til Jorden, måtte være meget langt væk - mindst 400.000 gange længere væk end hidtil troet.
Kopernikus baserede sin model på astronomiske observationer samt ældre studier foretaget af Aristarchos, Herakleides og Philolaos.
Modellen måtte i sin samtid konkurrere med både geocentrisme og det tychoniske system, der kombinerede geocentrisme og heliocentrisme. Modellen blev endeligt erstattet af Johannes Keplers elliptiske system beskrevet af Keplers love, men Kopernikus' system anerkendes i dag som starten på den videnskabelige revolution.